# Nazionale maschile di rugby a 15 della Grecia
La nazionale di rugby a 15 della Grecia rappresenta il proprio paese nelle competizioni di rugby internazionali.

È attualmente 110ª nel ranking mondiale della IRB. Non ha mai partecipato alla coppa del mondo, ma partecipa regolarmente al Campionato europeo per Nazioni di rugby, dove è attualmente inserita nella 2ª divisione poule D..